# Hệ thống môi trường - con người kết hợp
Hệ thống môi trường con người kết hợp (còn được gọi là hệ thống con người và tự nhiên kết hợp, hoặc CHANS) đặc trưng cho sự tương tác hai chiều động giữa hệ thống của con người (ví dụ: kinh tế, xã hội) và hệ thống tự nhiên (ví dụ, thủy văn, khí quyển, sinh học, địa chất). Sự ghép nối này thể hiện quan điểm rằng sự tiến hóa của con người và các hệ thống môi trường có thể không còn được coi là các hệ cô lập riêng lẻ.
Vì nghiên cứu CHANS còn khá mới, nên nó chưa được công nhận trong một lĩnh vực cụ thể. Một số chương trình nghiên cứu rút ra và xây dựng dựa trên các quan điểm được phát triển trong các lĩnh vực xuyên lĩnh vực như sinh thái nhân văn, nhân học sinh thái, địa lý môi trường, kinh tế, cũng như các quan điểm khác. Ngược lại, các chương trình nghiên cứu khác nhằm phát triển khung lý thuyết định lượng hơn, tập trung vào phát triển các mô hình phân tích và số, bằng cách xây dựng các tiến bộ lý thuyết trong các hệ thống thích ứng phức tạp, kinh tế học phức tạp, lý thuyết hệ thống động lực và khoa học trái đất. Ở một mức độ nào đó, tất cả các chương trình CHANS đều nhận thấy sự cần thiết phải vượt ra ngoài các phương pháp nghiên cứu truyền thống được phát triển trong khoa học xã hội và tự nhiên, vì những điều này không đủ để định lượng cho các động lực cao thường có trong CHANS. Một số nghiên cứu về CHANS mô phỏng các chương trình nghiên cứu truyền thống hơn có xu hướng tách xã hội khỏi khoa học sinh thái.

## Lịch sử
Cụm từ "hệ thống môi trường con người kết hợp" xuất hiện trong các tài liệu trước đó (có từ năm 1999) lưu ý rằng các hệ thống xã hội và tự nhiên không thể tách rời. "Vào năm 2007, một chương trình thường trực chính thức trong Động lực học của các hệ thống tự nhiên và con người được tạo ra bởi Quỹ khoa học quốc gia Hoa Kỳ."  :218 Nghiên cứu về CHANS đang gia tăng tần suất trong các tài liệu khoa học liên quan đến tính bền vững và bảo tồn các hệ sinh thái và xã hội.
Diễn ra từ năm 2001-2005 và được tài trợ bởi Quỹ khoa học quốc gia để nghiên cứu "Động lực của các hệ thống tự nhiên và con người kết hợp", đây là một phần của "cuộc thi đặc biệt" trong chương trình "Sinh học phức tạp trong môi trường", và năm 2007 đã đạt được vị thế chính thức.